# Mikroregion Frederico Westphalen

Mikroregion Frederico Westphalen

Mikroregion Frederico Westphalen – mikroregion w brazylijskim stanie Rio Grande do Sul należący do mezoregionu Noroeste Rio-Grandense. Ma powierzchnię 5.186,9 km²

## Gminy
- Alpestre
- Ametista do Sul
- Caiçara
- Constantina
- Cristal do Sul
- Dois Irmãos das Missões
- Engenho Velho
- Erval Seco
- Frederico Westphalen
- Gramado dos Loureiros
- Iraí
- Liberato Salzano
- Nonoai
- Novo Tiradentes
- Novo Xingu
- Palmitinho
- Pinheirinho do Vale
- Planalto
- Rio dos Índios
- Rodeio Bonito
- Rondinha
- Seberi
- Taquaruçu do Sul
- Três Palmeiras
- Trindade do Sul
- Vicente Dutra
- Vista Alegre